# Kırkmeşe, Pülümür
Kırkmeşe là một xã thuộc huyện Pülümür, tỉnh Tunceli, Thổ Nhĩ Kỳ. Dân số thời điểm năm 2010 là 37 người.